# Helena Puonti
Helena Puonti (...) è una chirurgo finlandese specializzato in trattamenti contro il cancro al seno.
Ha sviluppato il metodo "Sensing Breast", che ad una paziente di cancro al seno consente di ritrovare la sensibilità nel seno ricostruito dopo la rimozione del seno.

## Metodo Sensing Breast
Helena Puonti ha discusso la sua tesi di dottorato di ricerca presso l'Università di Helsinki nel 2017 sul tema ricostruzione del seno con sensibilità. Nella sua ricerca Puonti ha dimostrato che anche un nervo del lembo libero MS-TRAM collegato con un nervo sano della regione mammaria può portare una buona sensibilità al petto. Con due nervi, il recupero della sensazione è stato ulteriormente migliorato.
Nella ricerca, ogni seno ha recuperato sensazione. La sensazione del seno TRAM costruito era, in media, più della metà (60%) della normale sensazione del seno dopo la fusione nervosa. Per alcuni pazienti, la sensazione di un nuovo seno è stata completamente ripristinata.

## Premi e riconoscimenti
- Nel 2002, Helena Puonti è stata nominata "Oncologa dell'anno".[3]
- Nel 2010, Puonti ha ricevuto la "Medaglia di Savonlinna" in onore del suo lavoro nel campo della microchirurgia.[4]